# 長野県須坂商業高等学校
長野県須坂商業高等学校（ながのけんすざかしょうぎょうこうとうがっこう）とは、長野県須坂市須坂にかつて存在した公立（県立）商業高等学校。

## 概要
「須商」の略称で呼ばれた。

仕入交渉、商品陳列、店舗設計、接客販売などの実践教育を行うための模擬店舗「須商マーケット」を毎年10月に開催していた。

## 沿革
- 1926年3月1日 - 文部省告示第113号により設立認可。
- 1926年4月8日 - 製糸業を営む山丸組の越寿三郎の次男・泰蔵により、上高井郡須坂町（現：須坂市）亀住町1250に私立の須坂商業学校として開校。
- 1927年10月 - 現在地に移転。
- 1929年12月 - 須坂町へ移管。
- 1930年3月8日 - 長野県須坂商業学校に改称。
- 1944年 - 須坂工業学校を併設。工業土木科を設置。
- 1948年4月1日 - 学制改革により長野県須坂商工高等学校となる。上高井郡町村組合へ移管。工業土木科募集停止。
- 1949年4月 - 長野県へ移管。男女共学を実施
- 1951年6月1日 - 長野県須坂商業高等学校に改称。
- 1965年5月 - 模擬株式会社須商ストアを設立。
- 1971年8月 - 野球部が甲子園へ出場。（1回戦：今治西3-4）
- 2015年4月1日 - 長野県須坂園芸高等学校と再編統合され、長野県須坂創成高等学校が開校。須坂創成高校須商キャンパスとなる。須坂商業高校は平成28年度末で閉校され、跡地は須坂創成高校敷地となり校舎解体後に体育施設として整備される予定。

## 教育目標
- 希望に満ちた積極的人間の形成を目指す。
- 何ごとにもやり抜く気力体力を養う。
- 豊かな品位のある誠実な人格を養う。

## 出身者
- 黒岩弘（元プロ野球選手）
- 古川雄大（俳優）
- 矢部彩女（女子プロレスラー）

## 校章
- Y、S、Cのアルファベット文字と蛇2匹と翼2枚の組み合わせ。

## 校歌・応援歌
- 校歌

## 最寄駅
- 長野電鉄長野線：須坂駅